# Camerati
Camerati (in svedese Kamraterna), nella prima stesura Predatori (in svedese Marodörer), è un dramma in quattro atti di August Strindberg.
Scritto nel 1886 in cinque atti invece dei quattro della versione successiva; fu rifiutato dal suo editore Albert Bonnier e da vari teatri scandinavi, criticato a causa del suo esagerato antifemminismo. Fu raccolto infine da Hans Riber Hunderup, direttore del Casinoteatret di Copenaghen, a condizione che il testo fosse rielaborato. Così nacque una versione più corta, per l'appunto, "Camerati", e con un diverso finale, che Strindberg infine rigettò per tornare sui suoi passi cambiando nuovamente il finale. Fu pubblicato nel 1888 da una piccola casa editrice.